# فوار العريقات (السليل)
فوار العريقات، هي قرية من فئة (ب) تقع في محافظة السليل، والتابعة لمنطقة الرياض في السعودية. وتبعد فوار العريقات عن محافظة السليل بمسافة تقارب () كم.